# Хёлькескамп, Карл-Йоахим
Карл-Йоахим Хёлькескамп (Karl-Joachim Hölkeskamp; род. 25 июля 1953, Виттен, Северный Рейн-Вестфалия) — немецкий историк-антиковед, профессор, доктор (1984). Профессор древней истории Кёльнского университета, эмерит с 2019 года. Лауреат Karl-Christ-Preis (2017).

## Биография
Учился в Рурском университете в Бохуме с 1972 по 1979 год, где с отличием сдал первый государственный экзамен (Staatsexamen) по английскому языку и истории. Будучи стипендиатом Немецкого национального академического фонда и Британского совета закончил докторантуру по классическим исследованиям в Бохуме и в оксфордском Брасенос-колледже. В 1984 году получил докторскую степень с отличием в Бохуме под началом Karl-Wilhelm Welwei. С 1981 по 1987 год работал научным сотрудником альма-матер в Бохуме.
С 1987 по 1991 год исследовательский феллоу имени Моисея и Мэри Финли в области древней истории в Дарвиновском колледже Кембриджского университета, где в 1990 году ему была присуждена степень магистра Master of Arts. С того же года также доцент факультета классики Кембриджского университета. В 1991 году хабилитировался в альма-матер в Бохуме.
В 1994 году назначен профессором древней истории Грайфсвальдского университета имени Эрнста Морица Арндта. В 1995 году перешел в Кельнский университет в качестве университетского профессора. С 2019 на пенсии. Член-корреспондент Немецкого археологического института.
В 2017 году вместе со своей супругой профессором доктором Эльке Штайн-Хёлькескамп награждены премией Карла Христа в области древней истории. Исследовал и преподавал социальную, культурную и ментальную историю Римской империи, акцентируя свое внимание на политической культуре аристократии.
Специализировался также по вопросам возникновения полиса и законодательства в архаической и классической Греции.
Работы
- Schiedsrichter, Gesetzgeber und Gesetzgebung im archaischen Griechenland. Historia Einzelschriften, Heft 131. Stuttgart: Franz Steiner, 1999. 343 pp. ISBN 3515-06928-3
- 'Libera Res Publica'. Die politische Kultur des antiken Rom — Positionen und Perspektiven. Stuttgart: Franz Steiner Verlag 2017. 400 S. ISBN 978-3-515-11729-6
- Karl-Joachim Hölkeskamp, Hans Beck, Verlierer und Aussteiger in der «Konkurrenz unter Anwesenden»: Agonalität in der politischen Kultur des antiken Rom. Stuttgart: Franz Steiner Verlag, 2019. 224 p. ISBN 9783515121798 {Рец.}